# Пятницино
Пятницино — деревня в Опочецком районе Псковской области. Входит в состав Глубоковской волости.
Расположена в 25 км к востоку от города Опочка и в 7 км к западу от волостного центра, деревни Глубокое.
Численность населения по состоянию на 2000 год составляла 11 человек.